# Juravka, Seredîna-Buda
Juravka (în ucraineană Журавка) este un sat în comuna Ocikîne din raionul Seredîna-Buda, regiunea Sumî, Ucraina.

## Demografie
Componența lingvistică a localității Juravka
     Rusă (53,97%)
     Ucraineană (46,03%)
Conform recensământului din 2001, majoritatea populației localității Juravka era vorbitoare de rusă (53,97%), existând în minoritate și vorbitori de ucraineană (46,03%).